# Kiss Dezső (fizikus)
Kiss Dezső (oroszul Dezse Kis / Деже Киш) (Debrecen, 1929. január 15. – Budapest, 2001. június 24.) atomfizikus, a fizikai tudomány kandidátusa (1955) és doktora (1966), a Magyar Tudományos Akadémia rendes tagja. A kísérleti részecske- és magfizika kimagasló munkásságú, nemzetközileg is elismert egyénisége, 1951-től fél évszázadon keresztül az MTA Központi Fizikai Kutatóintézetének munkatársa, 1989 és 1992 között a dubnai Egyesített Atomkutató Intézet főigazgatója volt.

## Életútja
A debreceni Kossuth Lajos Tudományegyetemen szerzett fizikusi oklevelet 1952-ben. 1951-től haláláig az MTA Központi Fizikai Kutatóintézete (KFKI) számított anyaintézményének, de változatos pályája, egyéb számos kutatóhelyen végzett tevékenysége miatt élete során változó intenzitással tudta figyelmét és idejét az itt folyó munkának szentelni. A KFKI-ben előbb Jánossy Lajos aspiránsaként a kozmikus sugárzási osztály kutatója volt. Az ezt követő közel két évtizedben, 1957-től 1975-ig a magfizikai osztály főosztályvezető-helyettesi feladatait látta el. Ugyancsak 1957-től tartott előadásokat az Eötvös Loránd Tudományegyetem atomfizikai tanszékén, ahol 1971-től egyetemi tanári címmel oktatott.
Kutatói és oktatói munkájával párhuzamosan 1960 és 1963 között a szovjetunióbeli, dubnai Egyesített Atomkutató Intézetben tevékenykedett csoportvezetőként a Nobel-díjas orosz fizikus, Ilja Mihajlovics Frank irányítása alatt. 1967–1969-ben a Koppenhágai Egyetem Niels Bohr Intézetében volt vendégprofesszor, 1975-ben pedig a Nukleáris Kutatások Európai Tanácsa (CERN) vendégkutatójaként genfi tanulmányúton járt. 1976 és 1979 között a dubnai atomkutató intézet igazgatóhelyettese volt, feladata a részecskefizikai és számítástechnikai laboratóriumok szakmai irányítása, illetve a nemzetközi tudományos kapcsolatok kiépítése volt. 1979 és 1989 között a KFKI főigazgató-helyettesi posztját töltötte be, majd 1989-től 1992-ig – az első külföldiként – az Egyesített Atomkutató Intézet főigazgatója volt. 1993 után kutatóprofesszorként segítette a KFKI-ben folyó munkát, 1999-től haláláig pedig a Magyar Tudományos Akadémia dubnai koordinátoraként tevékenykedett.

## Munkássága
Tudományos pályáját a részecskefizika és a magfizika kettős vonzása határozta meg. Az 1950-es évek első felében a kozmikus sugárzással kapcsolatos részecskefizikai kutatásokat végzett, amelynek során meghatározta a müonok – korabeli szóhasználattal μ-mezonok – közepes élettartamát (eredményeit kandidátusi disszertációjában foglalta össze).
Ezt követően tudományos érdeklődése a neutronok világának és az általuk kiváltott (n,gamma) atommag-reakciók magfizikai, magspektroszkópiai vizsgálatára irányult. A dubnai impulzusreaktor segítségével vizsgálta a magreakciót, a rezonancianeutronok befogási mechanizmusát. Az alacsonyenergiájú fizika (magfizika) terén végzett megfigyelései alapján írta meg doktori disszertációját (1966). Koppenhágai kutatásai során a gerjesztett állapotú, azaz az alapállapotúnál magasabb energiaszintű atommagokban kialakult mágneses nyomatékot vizsgálta egyfajta részecskegyorsító, a perturbált szögkorreláció mérésére alkalmas tandemgenerátor segítségével.
Az 1970-es évektől ismét a részecskefizika vonzotta tudományos érdeklődését, prioritását jól jelzi az ebben az időszakban elhangzott akadémiai székfoglalóinak témaválasztása is (Új utak a modern kísérleti részecskefizikában, 1977; A neutrínók detektálásának művészete, 1986). A Dubna közelében lévő Szerpuhovban részecskegyorsító segítségével végzett megfigyeléseket a semleges kaon–antikaon rendszeren, s munkatársaival együtt a világon elsőként tárták fel a pionok és a protonok ütközése során keletkező semleges részecskék egyes tulajdonságait. Az 1980-as évek második felétől – orosz és magyar kollégáival – nagy energiájú neutrínók asztrofizikai és magfizikai tulajdonságait tanulmányozta, valamint kísérletet tett a feltételezett – s mindmáig nem bizonyított – mágneses monopólusok kimutatására a Bajkál-tavon épített neutrínódetektor segítségével. Noha monopólusokhoz köthető intenzitást nem észleltek, az éveken át tartó Bajkál-tavi mérések jelentőségét az adta, hogy laboratóriumi körülmények között nem megszerezhető, olyan részecskefizikai és kozmológiai eredményekkel szolgált, mint például a neutronok és a tó vizében található nukleonok kölcsönhatásakor fellépő Cserenkov-sugárzás kimutatása.
Pályája során maga is tervezett és épített működő, 0,5 megavoltos Van de Graaff-féle elektrosztatikus generátort, amely a korai részecskegyorsítók egyik fő, az egyenfeszültség előállítására szolgáló berendezése volt. Emellett felügyelte Dubnában és a Bajkál-tavon is a neutrínódetektor építési munkálatait. A KFKI munkatársaként sokat tett a hazai részecskefizikai kutatásokat fellendítő proporcionális részecskeszámláló kamra, majd a pontosabb mérésekkel és számadatokkal szolgáló driftkamra kifejlesztéséért.
Az általa vagy társszerzőkkel írt összefoglaló művek, egyetemi jegyzetek és szaktanulmányok mellett széles körű ismeretterjesztő tevékenységet fejtett ki. 1989-től haláláig szerkesztőbizottsági tagja volt a dubnai kutatóintézet Эчая / Ecsaja című szakfolyóiratának.

## Társasági tagságai és elismerései
Tudományos eredményei elismeréseként 1976-ban a Magyar Tudományos Akadémia levelező, 1985-ben rendes tagjává választották. 1993 és 1996 között az Eötvös Loránd Fizikai Társulat elnöki feladatait látta el, 1998-tól haláláig a Magyar Természettudományi Társulat fizikai-meteorológiai szakosztályának elnöke volt.
1965-ben és 1973-ban Akadémiai Díjjal ismerték el tudományos munkásságát. 1984-ben megkapta az Eötvös Loránd Fizikai Társulat Érmét.

## Főbb művei
- Neutronfizika. Budapest, Akadémiai, 1971, 1031 p. (Quittner Pállal)
- Egy láthatatlan részecske, a neutrínó. Budapest, Tudományos Ismeretterjesztő Társulat, 1981, 32 p.
- A neutron fél évszázados diadalútja felfedezésétől napjainkig. Budapest, Tudományos Ismeretterjesztő Társulat, 1983, 54 p.
- Nukleáris technika. Budapest, Tankönyvkiadó, 1984, 467 p. (Kajcsos Zsolttal)
- A neutrínók detektálásának művészete. Budapest, Akadémiai, 1988, 57 p. (Akadémiai székfoglalója)
- Bevezetés a kísérleti részecskefizikába. Budapest, Akadémiai, 1990, 267 p.
- Atomfizika. Budapest, Tankönyvkiadó, 1994, 318 p.
- Kísérleti atomfizika: Egyetemi tankönyv. Budapest, Eötvös, 1998, 472 p. (Horváth Ákossal és Kiss Ádámmal)